# 師瓊瑜
師瓊瑜（1968年2月18日—）生於臺灣桃園縣中壢市（今桃園市中壢區）雲南村，籍貫是雲南省緬寧縣，畢業於私立中國文化大學中文系文藝創作組。

## 生平
父親師雲山曾為滇緬戰區游擊隊副司令，受到父執輩的生活經驗與記憶傳述，以及從小在雲南人的生活圈子裡長大，她獨特的生活經歷深深影響其文學創作觀。曾任私立中國文化大學中文系兼任講師、《People雜誌》記者、中天電視臺節目組編導。

## 獲獎紀錄
| 年度   | 作品               | 獎項               | 主辦單位 | 名次           |
| ------ | ------------------ | ------------------ | -------- | -------------- |
| 1990年 | 〈奔逃、馬武窟溪〉 | 聯合文學小說新人獎 | 聯合文學 | 短篇小說佳作   |
| 1992年 | 〈秋天的婚禮〉     | 時報文學獎         | 中國時報 | 短篇小說評審獎 |

## 著作
- 《秋天的婚禮》，聯合文學出版社，1993年4月初版，小說，2005年11月二版一刷，ISBN 9575225708。
- 《離家出走》，平氏出版公司，1995年5月，散文，ISBN 9578030290。
- 《尋找臺北青鳥：陽明山在地遊》，臺灣美學文化公司，1997年11月，報導文學，ISBN 9579857652。
- 《摩托車遊歐洲》，與克里斯. 史道華（Chris Stowers）合著，太雅出版社，1999年8月，散文，ISBN 9579643504 。
- 《假面娃娃》，皇冠出版社，2002年10月，小說，ISBN 9573319055。
- 《寂靜之聲》，聯合文學出版社，2005年6月，散文，ISBN 9575225414。

## 軼事
師瓊瑜與駱以軍同樣畢業於私立中國文化大學中文系文藝創作組，畢業後亦曾同時在該系任教，兩人既是同學、朋友關係，常玩笑似地互揭瘡疤，把對方寫進自己的小說中。比如駱以軍在《遣悲懷》中這樣描寫：「……等男友一年八個月，辭去台東代課小學老師直奔愛爾蘭，結果在一間酒吧裡男人嗑藥又打她。……以S為核心的，關於男人的閱歷……而那些其實不是一張張不同名字男孩的臉孔，而是一根根的男屌。」
而師瓊瑜則在《假面娃娃》裡回擊：「……你這白癡一天到晚說要與我歃血為盟──遇到有利可圖就在背後捅我一刀，做起狗皮倒灶事情的種王八蛋三角貓懦夫。……駱胖就是那個變態偷衣狂。他對著我們的內衣褲在他幽闇曖昧的房間內打手槍，噴得我們的褲褲到處都是。」

## 外部連結
- 師瓊瑜的部落格 - 中時部落格